# Eugen Liebendörfer

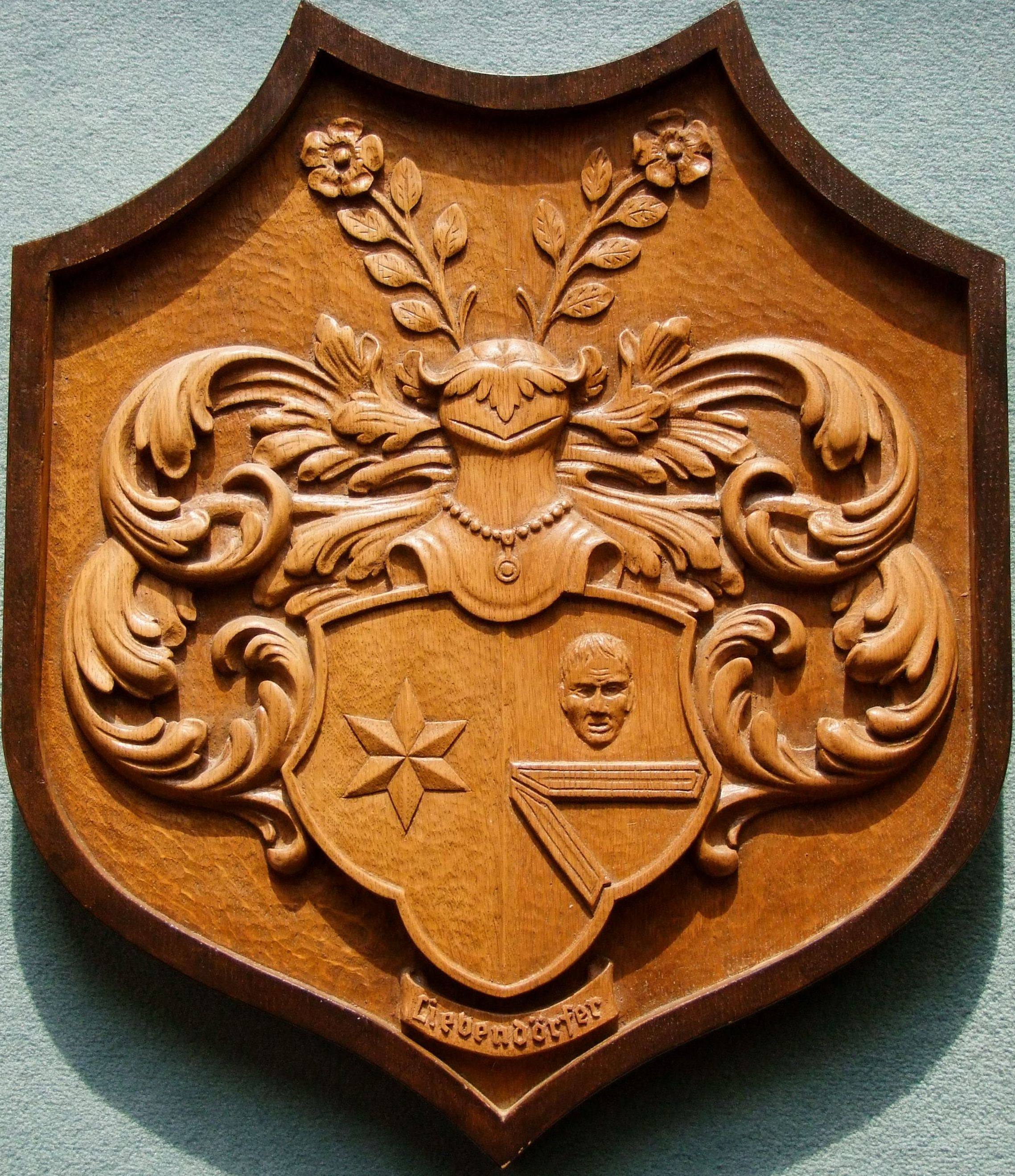
Wappen der Familie Liebendörfer

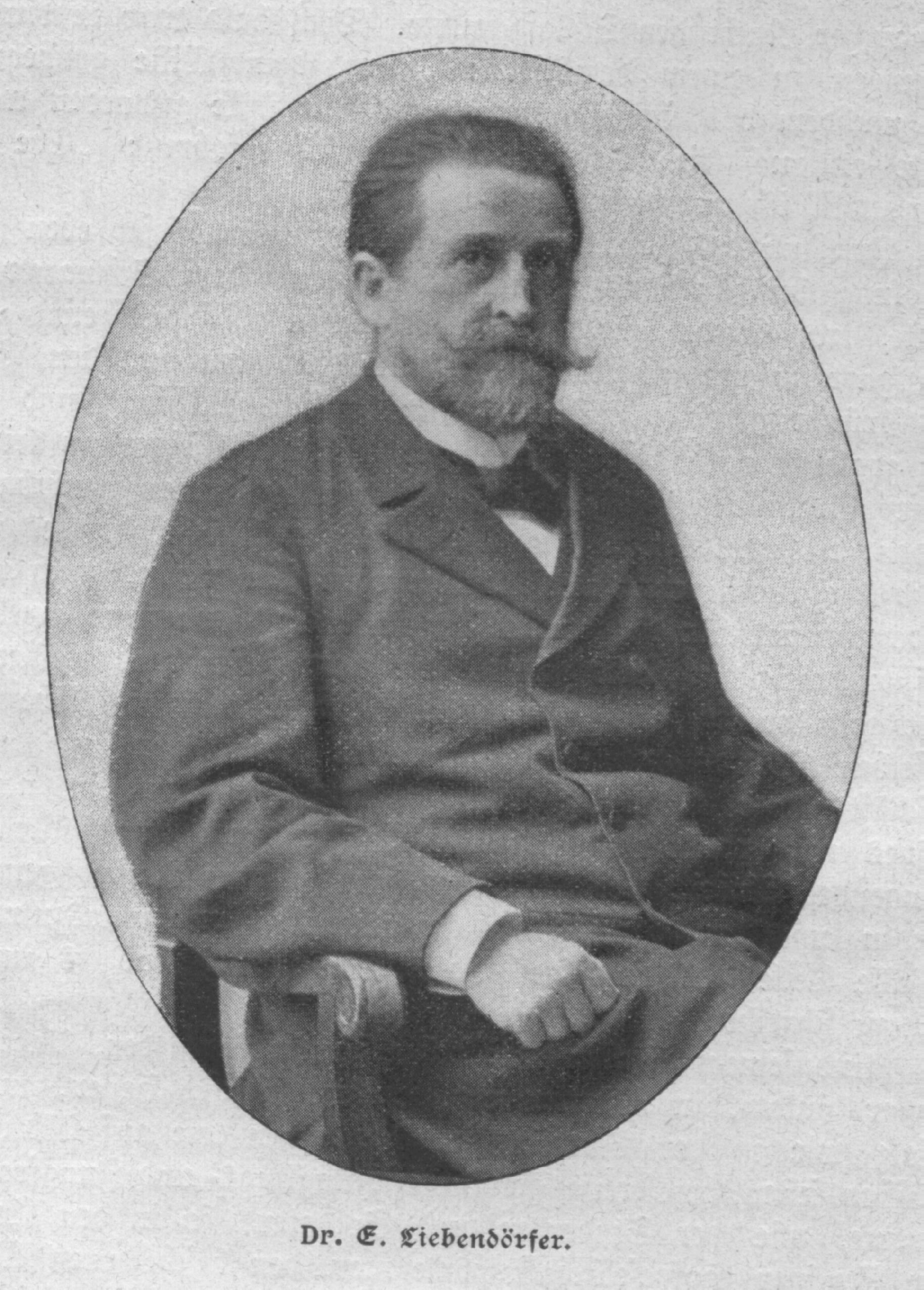
Eugen Liebendörfer Missionsarzt in Indien

 Georg-Eugen Liebendörfer (* 16. Februar 1852 in Leutkirch; † 3. Oktober 1902 in Stuttgart) war der erste deutsche Missionsarzt in Indien und Mitbegründer des Vereins für ärztliche Mission, aus dem das Deutsche Institut für Ärztliche Mission (Difäm) hervorging.

## Leben
Die Familie Liebendörfer lebt seit dem Ende des Dreißigjährigen Krieges im württembergischen Raum. Eugen Liebendörfer war Sohn des Stationskommandanten der Landjäger in Leutkirch, Jakob Friedrich Liebendörfer (gestorben 1880 in Wain) und der Elisabeth geb. Lochbiller aus Memmingen (gestorben 1899 in Ravensburg).
Geprägt vom schwäbischen Pietismus ging Eugen Liebendörfer über die Basler Mission als Missionar nach Indien. Er heiratete am 5. November 1878 Emilie Lydia Layer, die 1856 in Wilhelmsdorf (Württemberg) geboren wurde. Die Hochzeit fand in Talatscheri (Malabar) Indien statt. Bis 1846 hatten die Großeltern von Hermann Hesse (Julie und Hermann Gundert) diese Missionsstation geleitet.
Am 7. Juli 1882 erlebte Liebendörfer den Tod von 60 Menschen anlässlich eines Brückeneinsturzes, verursacht durch eine Fähre, die einen Brückenpfeiler rammte. Er konnte 20 Menschen aus dem Fluss retten und versorgen. Durch dieses Erlebnis geprägt, ging er in die Heimat zurück und studierte in Basel von 1883 bis 1886 Medizin. Danach war er bis 1896 der erste Missionsarzt in Indien. In Kalikut hat er ein Krankenhaus neu erbaut und eingerichtet. In Kodakal hat er 1893 ein weiteres kleines Krankenhaus eingerichtet und dort indische Ärzte ausgebildet. Schließlich übergab die Regierung ihm die Leitung eines Aussätzigenkrankenhauses.
Wegen eigener Krankheit kehrte er nach Stuttgart zurück. Er verbrachte eine Zeit im Kurhaus Palmenwald in Freudenstadt, wo er freundschaftlichen und engen Kontakt mit den Eltern von Hermann Hesse hatte.
1898 gründete Liebendörfer zusammen mit dem Unternehmer Paul Lechler den Verein für ärztliche Mission als Hilfsorganisation der Basler Mission. Bis kurz vor seinem Tod war Liebendörfer der 1. Geschäftsführer dieses Vereins. Der Verein für ärztliche Mission bildete die Grundlage für das heute noch bestehende Difäm (Deutsches Institut für Ärztliche Mission). Liebendörfer wurde nie mehr ganz gesund und starb im Alter von 50 Jahren in Stuttgart.

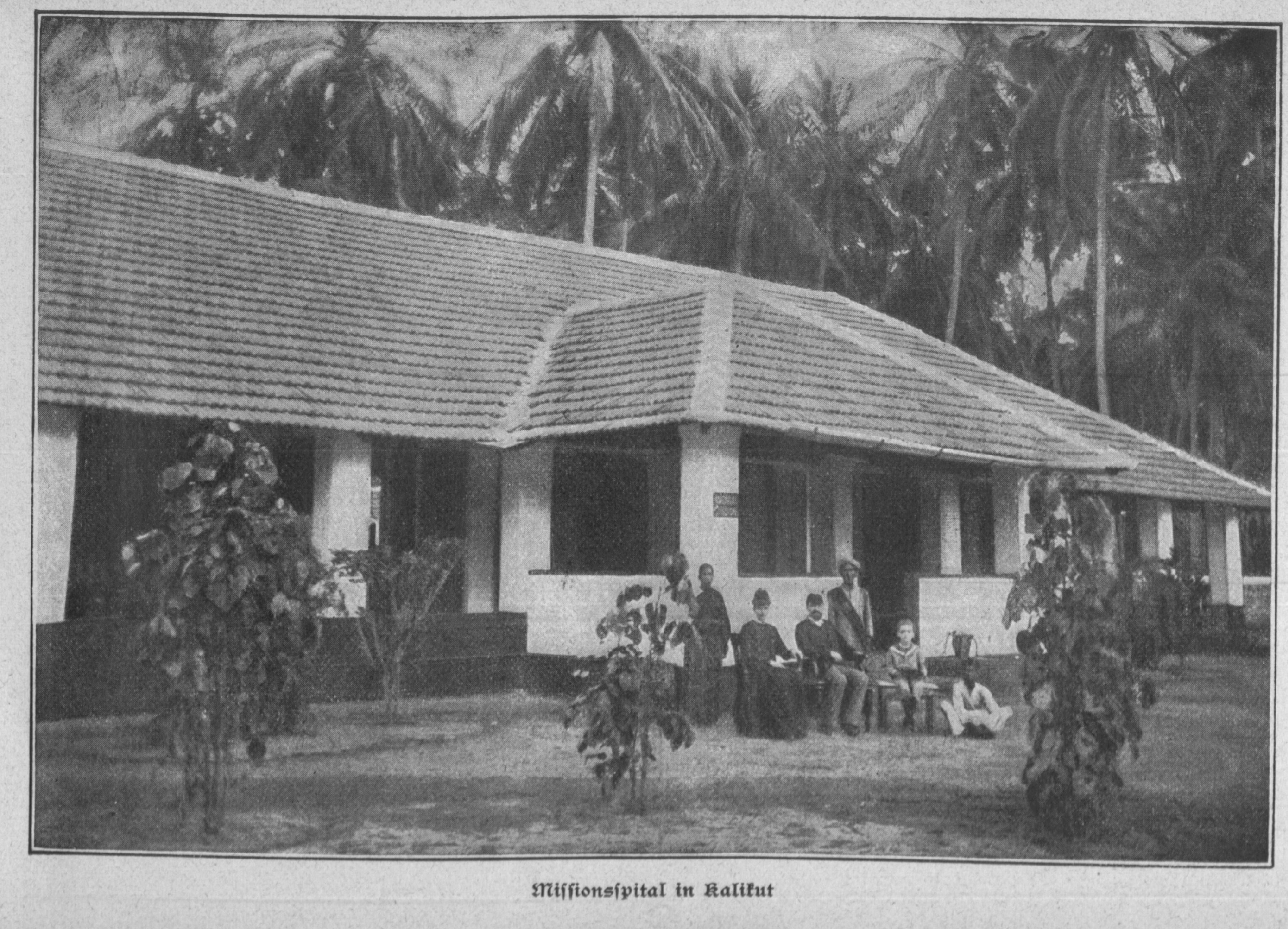
Krankenhaus in Kalikut ca. 1890